# Sandtjärnen, Dalarna
Sandtjärnen är en sjö i Orsa kommun i Dalarna och ingår i Dalälvens huvudavrinningsområde.